# Hermann Engelhard
Pour les articles homonymes, voir Engelhard.
Hermann Engelhard (né le 21 juin 1903 à Darmstadt et décédé le 6 janvier 1984 dans la même ville) est un athlète allemand spécialiste du 800 mètres. Affilié au Darmstadt 98, il mesurait 1,76 m pour 65 kg.

## Biographie

### Palmarès
| Date | Compétition           | Lieu      | Résultat | Épreuve    | Performance  |
| ---- | --------------------- | --------- | -------- | ---------- | ------------ |
| 1928 | Jeux olympiques d'été | Amsterdam | 3e       | 800 mètres | 1 min 53 s 2 |
| 1928 | Jeux olympiques d'été | Amsterdam | 2e       | 4 × 400 m  | 3 min 14 s 8 |

### Records
| Épreuve    | Performance  | Lieu | Date |
| ---------- | ------------ | ---- | ---- |
| 800 mètres | 1 min 51 s 8 |      | 1928 |